# Les Clées
Les Clées – miasto i gmina (commune) w zachodniej Szwajcarii, w kantonie Vaud, w okręgu (district) Jura-Nord vaudois. Leży nad rzeką Orbe.

## Demografia
W Les Clées mieszkają 182 osoby. W 2021 roku 9,3% populacji gminy stanowiły osoby urodzone poza Szwajcarią.

## Transport
Przez teren miasta przebiegają autostrada A9 oraz drogi główne nr 9 i nr 132.